# Forgotten One
Pour les articles homonymes, voir Gilgamesh (homonymie).
Forgotten One (aussi connu comme Hero et Gilgamesh ; « l’Oublié » en VF) est un super-héros évoluant dans l'univers Marvel de la maison d’édition Marvel Comics. Créé par Jack Kirby, le personnage de fiction apparaît pour la première fois dans le comic book Eternals #13 en juillet 1977.
L'un de ses noms s'inspire du héros Gilgamesh, roi légendaire et demi-dieu, qui aurait vécu en Mésopotamie au IIIe millénaire av. J.-C.
D'autres personnage ont utilisé l’identité de Gilgamesh ou celle de Hero. Ceux-ci incluent :
- The Eternal Warrior, appelé Gilgamesh dans Marvel Preview #12 ;
- Jimmy Rogers, qui créa Hero pour se sauver de monstres dans Venus #17.

## Biographie du personnage

### Origines
Gilgamesh était un guerrier faisant partie de la race des Éternels. Il errait sur Terre pendant l'Antiquité, aidant les villageois à éliminer les bêtes dangereuses, les bandits et les tyrans. On le confondit donc souvent avec le légendaire Hercule, ou même Samson. On le surnommait le « Héros », ou encore « Gilgamesh ».
Zuras, le chef des Éternels, décida de punir le Héros, qui se montrait trop fier et trop humain, en le confinant dans un quartier de la cité d'Olympia. L'Oublié fut donc banni pendant des siècles, restant seul dans son isolement.

### Parcours
Des siècles plus tard, alors que les Déviants menaçaient de provoquer une guerre contre les Célestes, le jeune Sprite (en) partit chercher l'aide du guerrier. Il fut aidé par les Célestes.
L'Oublié réapparut sur Terre, aveugle (bien qu'il puisse guérir de la cécité au bout de quelque temps). On pense que sa cécité était un avertissement des Célestes pour les Éternels, pour qu'ils n'agissent pas contre eux. Pour le remercier, Zuras accepta son retour et lui donna le nom de Héros.
À la demande des Célestes, il partit aider Kro (en), le nouveau chef des Déviants, à leur cité de Lémuria.
Plus tard, il voyagea jusqu'à New York et protégea la ville d'une invasion démoniaque. Il rejoignit les Vengeurs et resta avec eux, se faisant appeler Gilgamesh. Il fut tué par une ruse d'Immortus (alias Kang).
Pourtant, par la suite on le retrouva bien vivant. Quand Sprite utilisa le Céleste Rêveur pour rendre les Éternels amnésiques et ré-écrire leur vie, Gilgamesh devint un homme fort dans un cirque au Mexique. C'est Ajak qui le réveilla et le manipula pour lui faire affronter les Éternels Makkari et Ikaris.

## Pouvoirs et capacités
Gilgamesh fait partie de la race des Éternels. Il possède donc tous les pouvoirs innés de cette race (immortalité, immunité aux maladies, vol dans les airs, manipulation de l'énergie, etc.).
En tant que guerrier, Gilgamesh peut soulever (ou exercer une pression équivalente à) 100 tonnes, à l’identique de Thor. C'est un combattant expérimenté qui aime utiliser toute sorte d'armes de mêlée. Il utilise parfois une armure spéciale et une hache.

## Apparitions dans d'autres médias
Interprété par l'acteur Don Lee dans l'univers cinématographique Marvel
- 2021 : Les Éternels (Eternals) de Chloé Zhao